# Antonio Dutra Nicácio
Antonio Dutra Nicácio (Tabuleiro, 1º de março de 1859 — Rio Pomba, 24 de novembro de 1932) foi um político brasileiro. Exerceu o mandato de deputado federal constituinte por Minas Gerais em 1891.

## Biografia
Antônio Dutra Nicácio nasceu em Tabuleiro, então Distrito de Pomba, em Minas Gerais, no dia 1º de março de 1859. Filho de José Dutra Nicácio Júnior, fazendeiro e ex-tenente-coronel da Guarda Nacional, e de Ana Maria da Assunção. Sua família, radicada na Zona da Mata mineira, teve como maior expoente seu primo Astolfo Dutra Nicácio, que foi
vereador, presidente da Câmara Municipal e agente executivo do município de Cataguases, deputado estadual e deputado federal, de 1903 a 1911 e, posteriormente, de 1915 a 1920, por Minas Gerais.
Antônio Nicácio fez o curso preparatório no Colégio São Francisco de Paula, no Rio de Janeiro, então capital imperial, e bacharelou-se em ciências jurídicas e sociais pela Faculdade de Direito de São Paulo em 1886, juntamente com seu primo Astolfo Dutra Nicácio. Em 1890, logo após a Proclamação da República em 15 de novembro de 1889, auxiliou a população de Santo Antônio das Silveiras na emancipação do distrito.
Casou-se com Alice Ladeira Dutra Nicácio, com quem teve uma filha.

### Carreira política
Foi eleito deputado federal em 1890 por Minas Gerais pelo Partido Republicano Mineiro ao Congresso Nacional Constituinte, tomando posse em 15 de novembro no Rio de Janeiro. Após a promulgação da Constituição de 1891 e o início, em maio, da legislatura ordinária, passou a ocupar uma cadeira na Câmara dos
Deputados. No Congresso, participou da dissidência da bancada mineira e integrou a Comissão de Constituição, Justiça e Legislação. Assinou o manifesto dos deputados e senadores contra o golpe de Estado do marechal Deodoro da Fonseca, então presidente da República, no dia 3 de novembro de 1891. Permaneceu na Câmara Federal até dezembro de 1893, quando se encerraram o seu mandato e a legislatura. Em seguida, abandonou a atividade política, mas retornaria em 1902, como chefe político em seu município. Em 1908, foi eleito Agente Executivo de Pomba, função que desempenharia até 1912, quando renunciou.